# دنگاکو
دنگاکو (به ژاپنی: 田楽 Dengaku) جشن‌های روستایی ژاپنی بودند که می‌توان آنها را به دو نوع طبقه‌بندی کرد: دنگاکو که به عنوان همراهی موسیقی برای مراسم کاشت برنج ایجاد شد و رقص‌های دنگاکو که همراه با سانگاکو در سال نو یا در طول فصل کاشت در اوایل تابستان ایجاد شد، تنها در قرن چهاردهم بود که این رقص‌ها به شهرها آورده شد و در نو (تئاتر) گنجانده شد.
در ایگا مونوگاتاری، توصیف مفصلی از دنگاکوی کاشت برنج وجود دارد، پس از اینکه به نزد اشراف آورده شد، دنگاکو تا پایان دوره هی‌آن (۷۹۴–۱۱۸۵) شکوفا شد و به هنر نمایشی اصلی دوره کاماکورا (۱۱۸۵–۱۳۳۳) تبدیل شد. و همچنین بخشی از هنرهای نمایشی دوره موروماچی (۱۳۳۶–۱۵۷۳) بود.